# 索爾伯格灣
68°19′S 65°15′W / 68.317°S 65.250°W
索爾伯格灣（英語：Solberg Inlet），是南極洲的海灣，位於葛拉漢地的鮑曼海岸，長26公里、寬18公里，處於羅克派爾峰和焦格半島之間，在1940年由美國研究隊發現，現時由南極條約體系管理。